# Сумгонг, Джемима
Джемима Джелагат Сумгонг (англ. Jemima Jelagat Sumgong, род. 21 декабря 1984 года) — кенийская легкоатлетка, бегунья на длинные дистанции, олимпийская чемпионка 2016 года в марафоне. 
В 2017 году была дисквалифицирована на 4 года за применение эритропоэтина. 17 января 2019 года отстранена от соревнований на восемь лет.

## Достижения

### Полумарафоны
- 2004:  Гётеборгский полумарафон - 1:18.11
- 2005: 4-е место на Денверском полумарафоне - 1:17.49
- 2005:  Полумарафон в Паркерсберге - 1:16.56
- 2006:  Полумарафон в Сент-Огюстене - 1:12.08
- 2010:  Полумарафон в Коамо - 1:15.54
- 2010: 5-е место на Берлинском полумарафоне - 1:11.25
- 2010:  Полумарафон в Сан-Бласе - 1:15.34
- 2011:  Полумарафон в Кабарнете - 1:12.58
- 2012:  Полумарафон в Стрезе - 1:08.35
- 2012:  Филадельфийский полумарафон - 1:08.39
- 2014:  Лиссабонский полумарафон - 1:08.48
- 2014:  Полумарафон в Луанде - 1:08.32
- 2016: 5-e место на Рас-эль-Хаймском полумарафоне - 1:06.58

### Марафоны
- 2006:  Марафон в Лас-Вегасе - 2:35.13
- 2007: 4-e место на Франкфуртском марафоне - 2:29.41
- 2008: 11-е место на Мумбайском марафоне - 2:44.12,0
- 2008:  Марафон Сан-Диего - 2:30.18
- 2010: 5-e место на марафоне в Сан-Диего - 2:32.31
- 2011:  Марафон в Кастельоне - 2:28.32
- 2012:  Бостонский марафон - 2:31.52
- 2013:  Роттердамский марафон - 2:23.27
- 2014: 4-e место на Бостонском марафоне - 2:20.41
- 2014:  Нью-Йоркский марафон - 2:25.10
- 2015: 6-e место на Лондонском марафоне - 2:24.23
- 2015: 4-е место на чемпионате мира в Пекине - 2:27.42
- 2016:  Лондонский марафон - 2:22.58

## Личная жизнь
Джемима Сумгонг замужем за марафонцем Ноем Таламом, у них есть дочь 2011 года рождения. Она тренируется в Капсабете под руководством итальянского специалиста Клаудио Бераделли.